# Urbanów
Urbanów – wieś w Polsce, położona w województwie mazowieckim, w powiecie radomskim, w gminie Jedlińsk. Ma status sołectwa.
Wierni Kościoła rzymskokatolickiego należą do parafii Niepokalanego Serca Najświętszej Maryi Panny w Bierwcach.

## Geografia
Urbanów położony jest w obrębie Wzniesień Południowomazowieckich na Równinie Radomskiej. W rejonie miejscowości znajdują się rozproszone o niewielkim areale lasy glebochłonne, które ochraniają wydmowe i rzeczne oraz piaszczyste grunty porolne.
Od 1998 roku na terenie wsi istnieje wysypisko odpadów stałych komunalnych.
Układ komunikacyjny Urbanowa tworzą 2 drogi powiatowe:
- droga nr 3511W (34413) Urbanów – Jedlanka o długości 6,8 km,
- droga nr 3512W (34414) Urbanów – Stare Zawady – Jedlińsk o długości 7,8 km[9].

| SIMC    | Nazwa       | Rodzaj    |
| ------- | ----------- | --------- |
| 0625237 | Franciszków | część wsi |

Przykłady zabudowy wsi
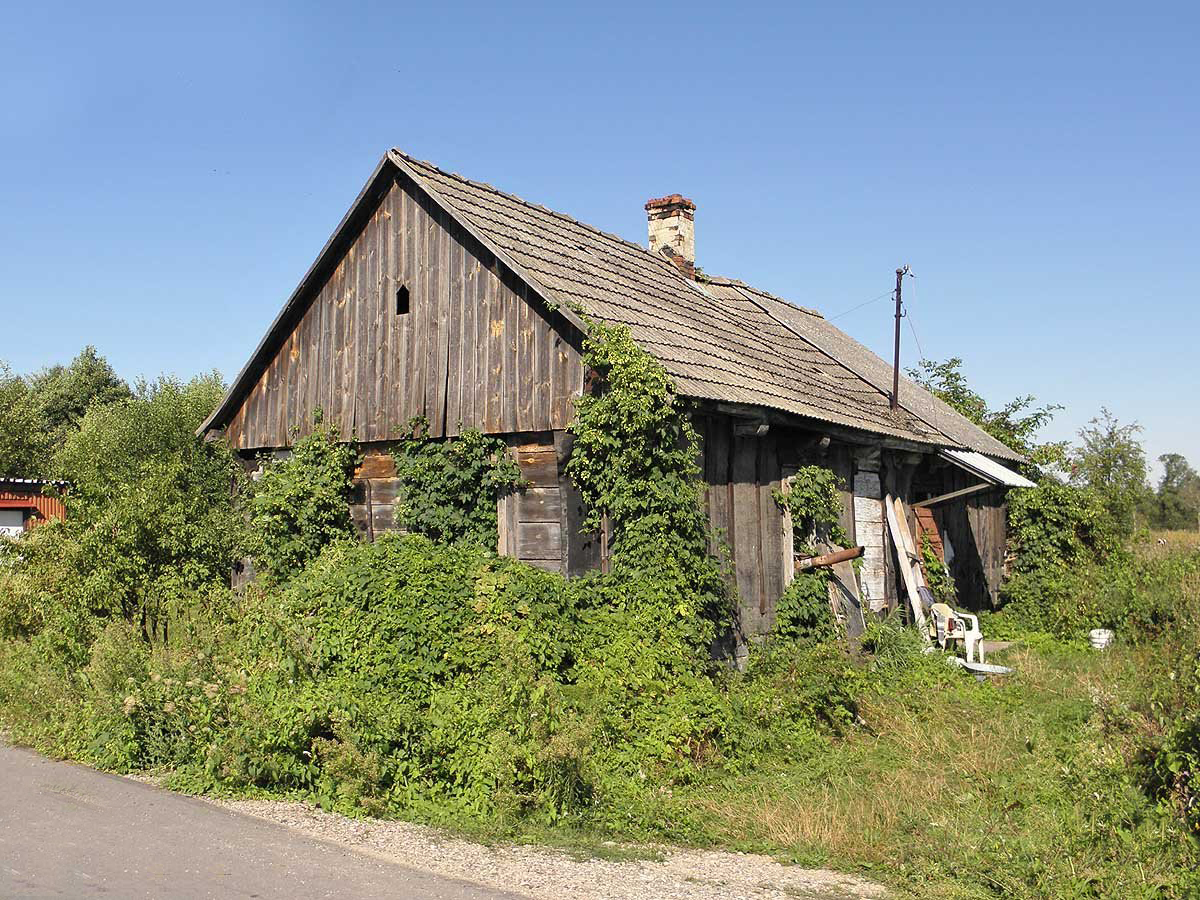
Posesja Urbanów 6
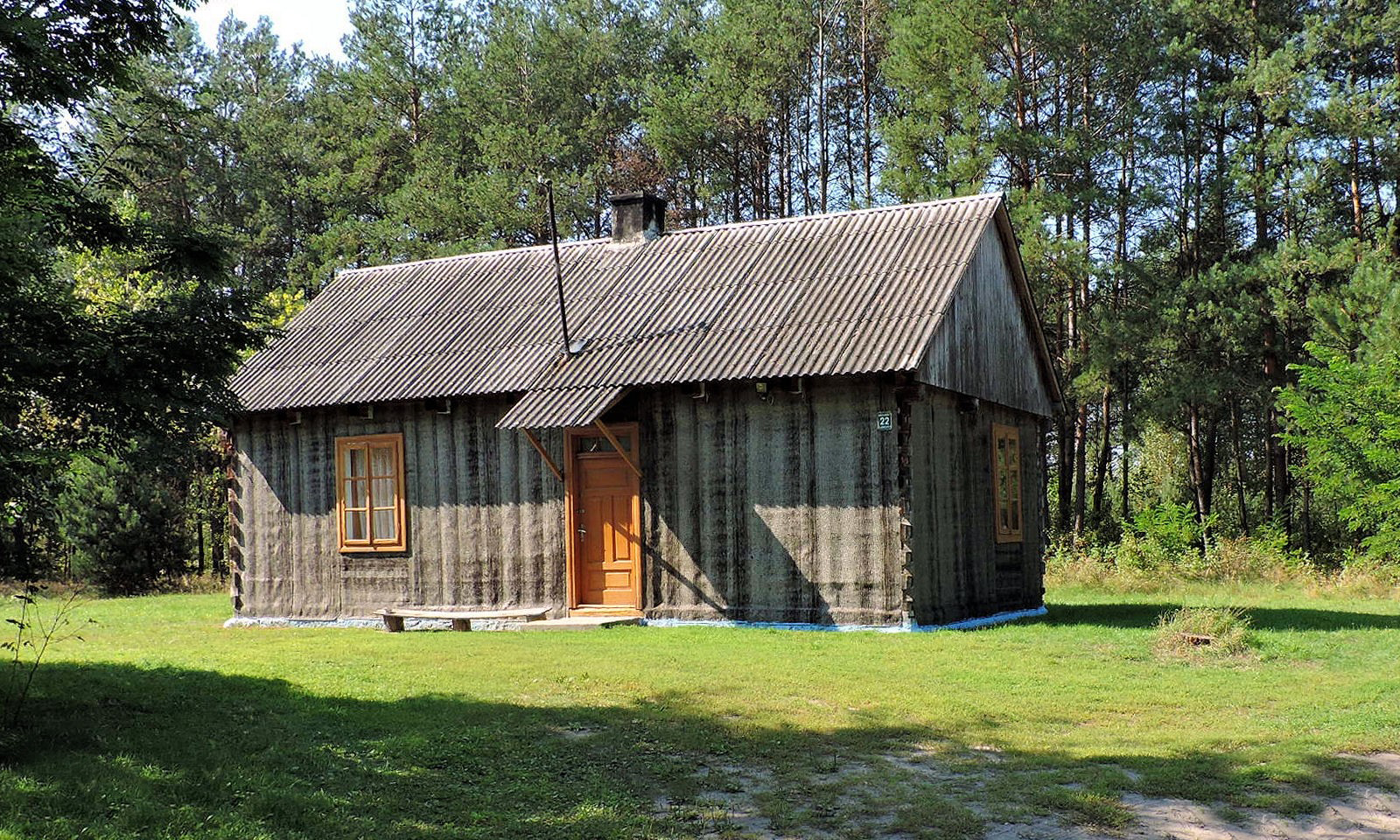
Urbanów 22

## Demografia
Według Narodowego Spisu Powszechnego 2011 liczba ludności w Urbanowie to 62, z czego 48,4% mieszkańców stanowią kobiety, a 51,6% to mężczyźni. Miejscowość zamieszkuje 0,4% mieszkańców gminy.
54,8% mieszkańców wsi jest w wieku produkcyjnym, 33,9% w wieku przedprodukcyjnym, a 11,3% w wieku poprodukcyjnym.
| Rok             | 1921    | 1943    | 1950/1951 | 1998  | 2002  | 2009  | 2011  |
| Liczba ludności | 106[12] | 228[13] | 122[14]   | 68[1] | 69[1] | 75[1] | 62[1] |

## Polityka i administracja

### Przynależność administracyjna
W latach 1933–1954 kolonia Urbanów należała do jednostki pomocniczej gmin – gromady Urbanów (w jej skład wchodziła również kolonia
Franciszków) w gminie Jedlińsk, a w latach 1954-1961 wchodziła w skład nowo utworzonej gromady Zawady. 31 grudnia 1961 gromadę tę zniesiono, a obszar Urbanowa włączono do gromady Bierwce. 1 stycznia 1973 miejscowość ponownie przyłączono do reaktywowanej gminy Jedlińsk (początkowo w granicach województwa kieleckiego, w latach 1975–1998 w województwie radomskim, zaś od 1999 w powiecie radomskim województwa mazowieckiego). 1 stycznia 2003 roku częścią wsi Urbanów stała się ówczesna wieś Franciszków.